# Bom Jesus do Sul
Pour les articles homonymes, voir Bom Jesus.
Bom Jesus do Sul est une municipalité brésilienne située dans l'État du Paraná.